# Gunungan (Todanan)
Gunungan is een bestuurslaag in het regentschap Blora van de provincie Midden-Java, Indonesië. Gunungan telt 570 inwoners (volkstelling 2010).